# SS United States
SS United States je vyřazený americký zaoceánský parník postavený v letech 1950–1951 pro americkou společnost United States Lines. Je to největší zaoceánský parník postaven čistě ve Spojených státech.
Během své služby mezi lety 1952 a 1969 se loď stala americkou ikonou, která přepravovala slavné osobnosti i přistěhovalce. Její konstrukce zahrnovala technické inovace v oblasti parního pohonu, tvaru trupu, požární bezpečnosti a kontroly poškození. Přestože dosahovala rekordních rychlostí, počty cestujících začaly v polovině 60. let klesat kvůli rozmachu proudových letadel a transatlantických letů.

## Vývoj a návrh
Loď navrhl William Francis Gibbs, který se už jako malý chlapec v roce 1894 zamiloval do lodí. Když viděl spuštění SS St. Louis, snil o stavbě obrovského amerického parníku, který překoná všechny ostatní. Jako dospělý se proslavil přestavbou lodi Leviathan, největší tehdejší lodi, a navrhl také luxusní loď SS Malolo. Ta při testech přežila vážnou srážku díky kvalitnímu návrhu, což dále posílilo Gibbsovu pověst.
V roce 1936 americká vláda plánovala nahradit stárnoucí Leviathan, a tak Gibbs navrhl nový parník – SS America. Po 2. světové válce, kdy jeho firma navrhla většinu amerických lodí, chtěl Gibbs konečně uskutečnit svůj celoživotní sen – vytvořit největší a nejrychlejší oceánský parník.

## Vojenské využití
Během druhé světové války byly mnohé osobní lodě, jako Normandie nebo Queen Mary, zabaveny a přestavěny na transporty vojáků. V roce 1945 americká vláda hledala nový typ lodi pro budoucí konflikty a Gibbs předložil návrh na základě své dlouhodobé vize. Jeho projekt vyhrál výběrové řízení.
SS United States mohla být v případě války rychle přestavěna – její vybavení bylo navrženo tak, aby šlo snadno odstranit a nahradit vojenským. Byla schopná přepravit až 14 400 vojáků kamkoli na světě bez nutnosti doplňování paliva. Její kombinace velikosti, rychlosti a flexibility ji činila ideální pro vojenské účely.

## Stavba a konstrukce
Po válce byl zrušen projekt letadlové lodi USS United States, jejíž kýl byl už položen. Loděnice Newport News Shipbuilding hledala nové využití a rozhodla se stejný dok využít pro stavbu oceánského parníku SS United States. Stavba začala 8. února 1950 – šlo o první velký parník stavěný v suchém doku, což urychlilo práci díky použití prefabrikovaných částí.
Během korejské války si armáda uvědomila nedostatek transportních kapacit a dočasně loď převzala. Byly navrženy úpravy – odstranění luxusních prvků, přidání výzbroje, větší počet záchranných člunů a další vybavení. Nakonec však nově jmenovaný ministr obrany George Marshall rozhodl, že přestavba by trvala příliš dlouho, a loď byla vrácena ke svému původnímu civilnímu účelu.
SS United States byla slavnostně spuštěna na vodu 23. června 1951 za účasti manželky senátora Thomase Connallyho. Na její výstavbě se podílela americká vláda i společnost United States Lines. Stát přispěl $20 miliony na stavbu a dalších $25 milionů na začlenění obranných prvků. Celkové náklady dosáhly $71 milionů dolarů,     i když samotná loď stála jen $44,4 milionu.

## Vlastnosti

### Pohon
Loď měla silně militarizovaný návrh pohonu ve spolupráci s americkým námořnictvem, i když používala civilní verze vojenských zařízení. Osm kotlů typu M produkovalo páru pro čtyři turbíny Westinghouse, které poháněly čtyři lodní hřídele. Výkon dosahoval až 240 000 koňských sil, s možností krátkodobě až 266 800 hp. Dva vnitřní lodní šrouby měly pět lopatek, vnější čtyři – to umožnilo efektivní chod vpřed i vzad, s menšími vibracemi.

### Komíny a nástavba
Komíny nebyly jen funkční, ale i ikonické – dva obrovské červeno-bílo-modré komíny ve tvaru kapky byly největší, jaké kdy byly na loď instalovány. Aby loď nebyla nestabilní, byly komíny a nástavby z lehkého hliníku – loď se tak stala největším hliníkovým stavebním projektem své doby.

### Rychlost
Přesná maximální rychlost byla dlouho utajována. Oficiálně dosáhla až 38,32 uzlů (71 km/h) během testovací jízdy v červnu 1952. Jiná tvrzení hovoří o rychlostech až 43 uzlů, ale většina zdrojů uvádí reálné maximum mezi 35–38 uzly.

## Design interiéru
Design navrhly Dorothy Marckwald a Anne Urquhart, které vytvořily i interiéry pro loď America. Zaměřily se na moderní a elegantní styl – jednoduchost a funkčnost místo okázalého luxusu. Použily střídmé barvy, černé linoleum a stříbrné detaily. Loď vypadala moderně, ale pro některé cestující až příliš stroze – připomínala vojenskou transportní loď.

### Požární bezpečnost
Kvůli tragédiím jako požár na SS Morro Castle byla loď navržena jako prakticky nehořlavá. Použité materiály byly téměř výhradně kov, sklo a sklolaminát. Dřevo bylo použito jen minimálně. Koncertní křídlo bylo původně z hliníku, ale nakonec bylo nahrazeno mahagonem, který prošel požárním testem. Vnitřní panely často obsahovaly azbest, tehdy běžně používaný kvůli nehořlavosti.

### Umění
Uměleckou výzdobu navrhli Hildreth Meière a Austin Purves, s cílem vytvořit ikonický, americký styl bez vazby na konkrétní umělecký směr. Interiéry odkazovaly na témata USA, jako Mississippi, původní americké kultury nebo příroda. Na palubě bylo stovky uměleckých děl, často z hliníku – např. ve schodišti první třídy byly sochy orla a symboly ptáků a květin jednotlivých států USA.

## Modrá stuha
Při své panenské plavbě loď překonala čtrnáct let starý rekord, který do té doby držel parník RMS Queen Mary. Loď byla od počátku navrhována tak, aby Spojené státy vyhrály nad Velkou Británii Modrou stuhu, kterou Angličané dlouho drželi.

## Pozdní léta a 21. století
Dne 14. listopadu 1969 byla loď vyřazena z provozu a začala chátrat.
Roku 2011 United States získala nezisková organizace SS United States Conservancy, usilující o jeho záchranu. V letech 2022–2024 probíhal právní spor o výši poplatků za kotvení mezi vlastníkem plavidla a společností Penn Warehouse and Distribution, která byla majitelem mola. Roku 2023 se organizace na ochranu přírody, společnost RXR a společnost MCR Hotels snažily získat souhlas města New York s přesunem plavidla na řeku Hudson a jeho přeměnou na hotel, doplněný parkem a muzeem. Záměr nezískal dostatečnou podporu politiků, ani investorů. Vlastník nakonec upřednostnil potopení plavidla jako umělého útesu (doplněného o muzeum), před jeho sešrotováním.
V září 2024 bylo v okresu Okaloosa na Floridě schváleno vyčlenění jednoho milionu dolarů na zakoupení plavidla. Další prostředky okres a jeho partneři vyčlenili na vyčištění, přepravu a potopení United States u floridského města Destin. Součástí dohody je vznik muzea věnovaného plavidlu. Muzeum získá do sbírky originální artefakty a umělecká díla z lodi a také alespoň jeden z jejích ikonických komínů. Dne 12. října 2024 okres Okaloosa převzal vlastnické právo k United States. V říjnu 2024 bylo oznámeno, že plavidlo bude odtaženo z Filadelfie do Norfolku. Jeho potopení je plánováno na rok 2025.
V březnu 2025 se plavidlo nacházelo v Mobile v zařízení společnosti Modern American Recycling Services (MARS), kde probíhala další fáze jeho přeměny v umělý útes. Zejména odstranění nebezpečného materiálu, včetně nekovových součástí a paliva, aby vrak nepoškozoval životní prostředí. Dále demontáž předmětů určených pro muzejní expozice.

## Fotogalerie

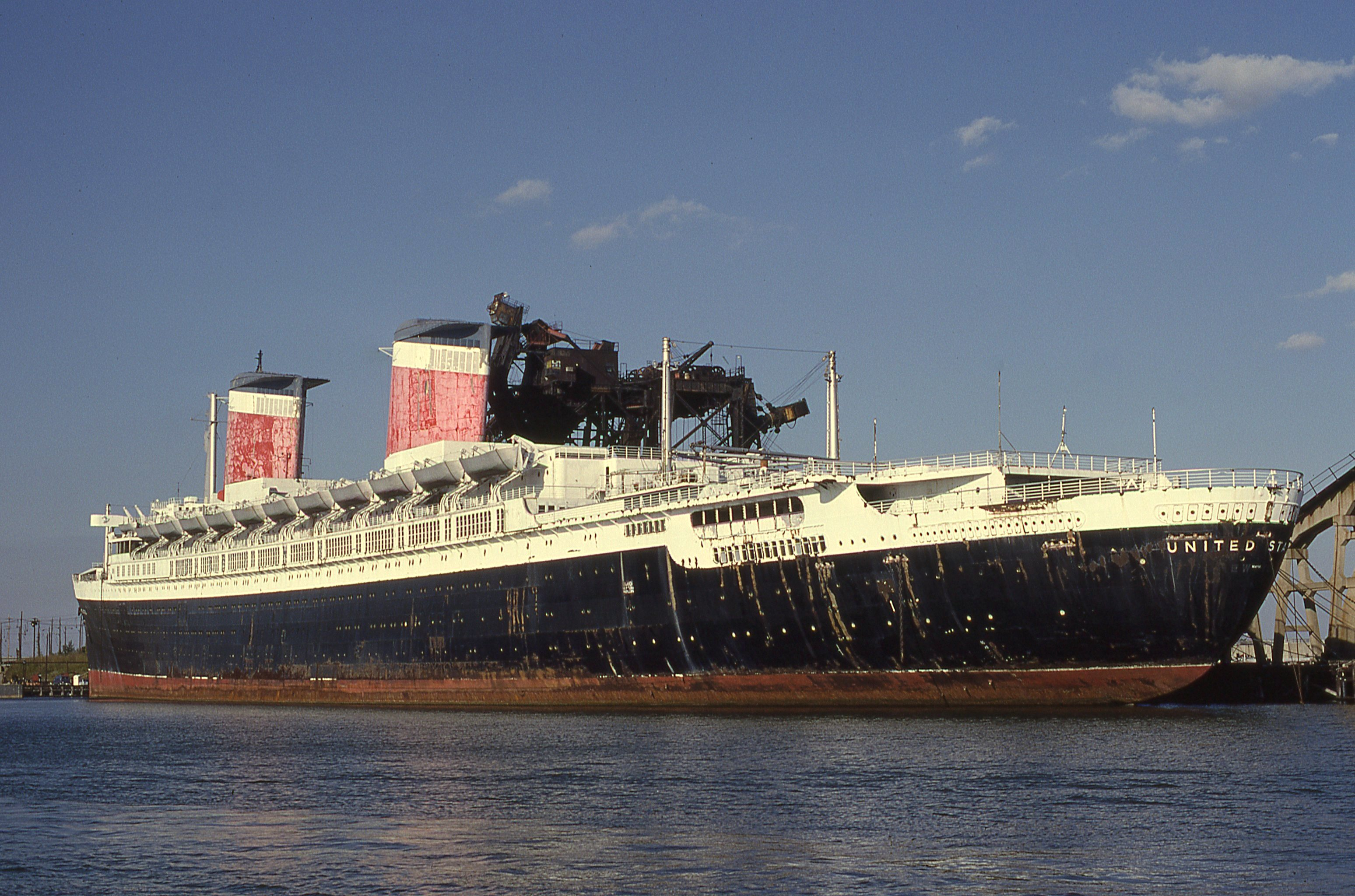
Loď roku 1989
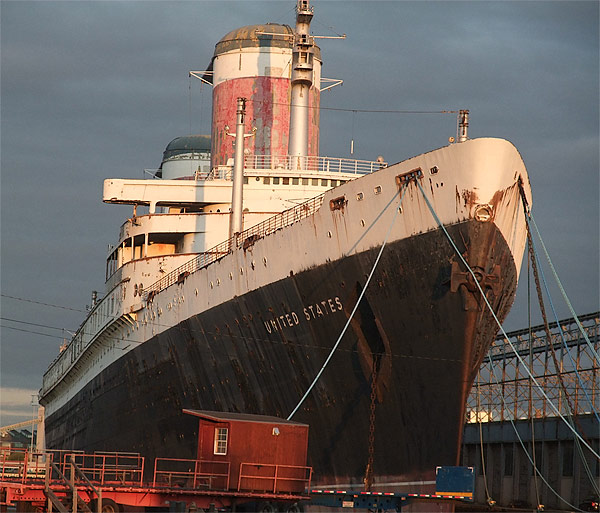
Příď
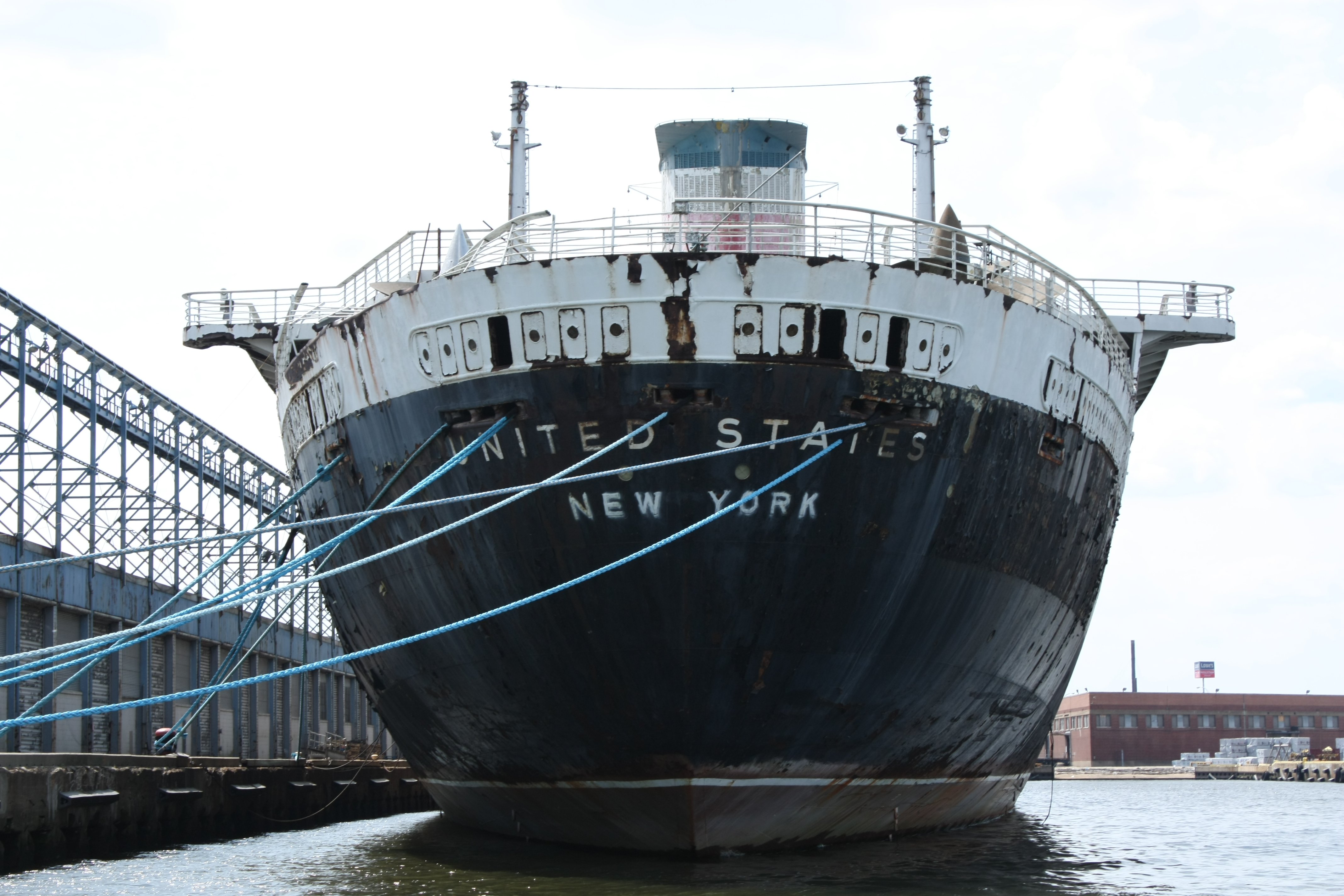
Záď
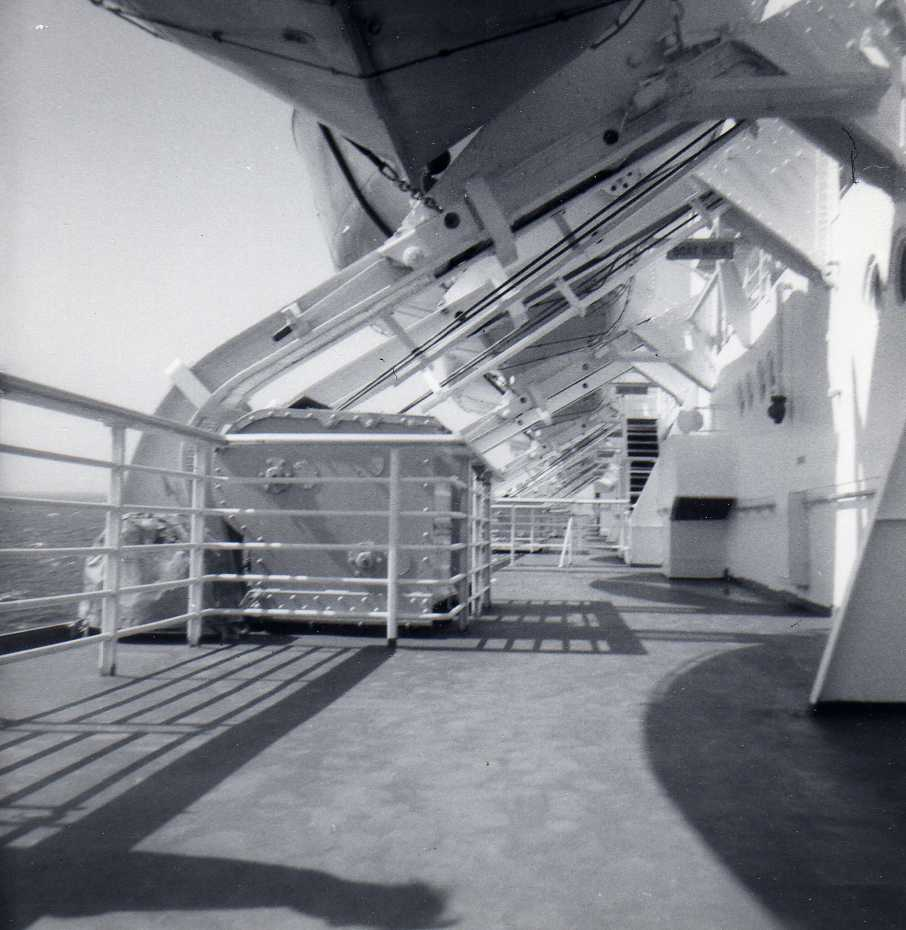
lodní Paluba
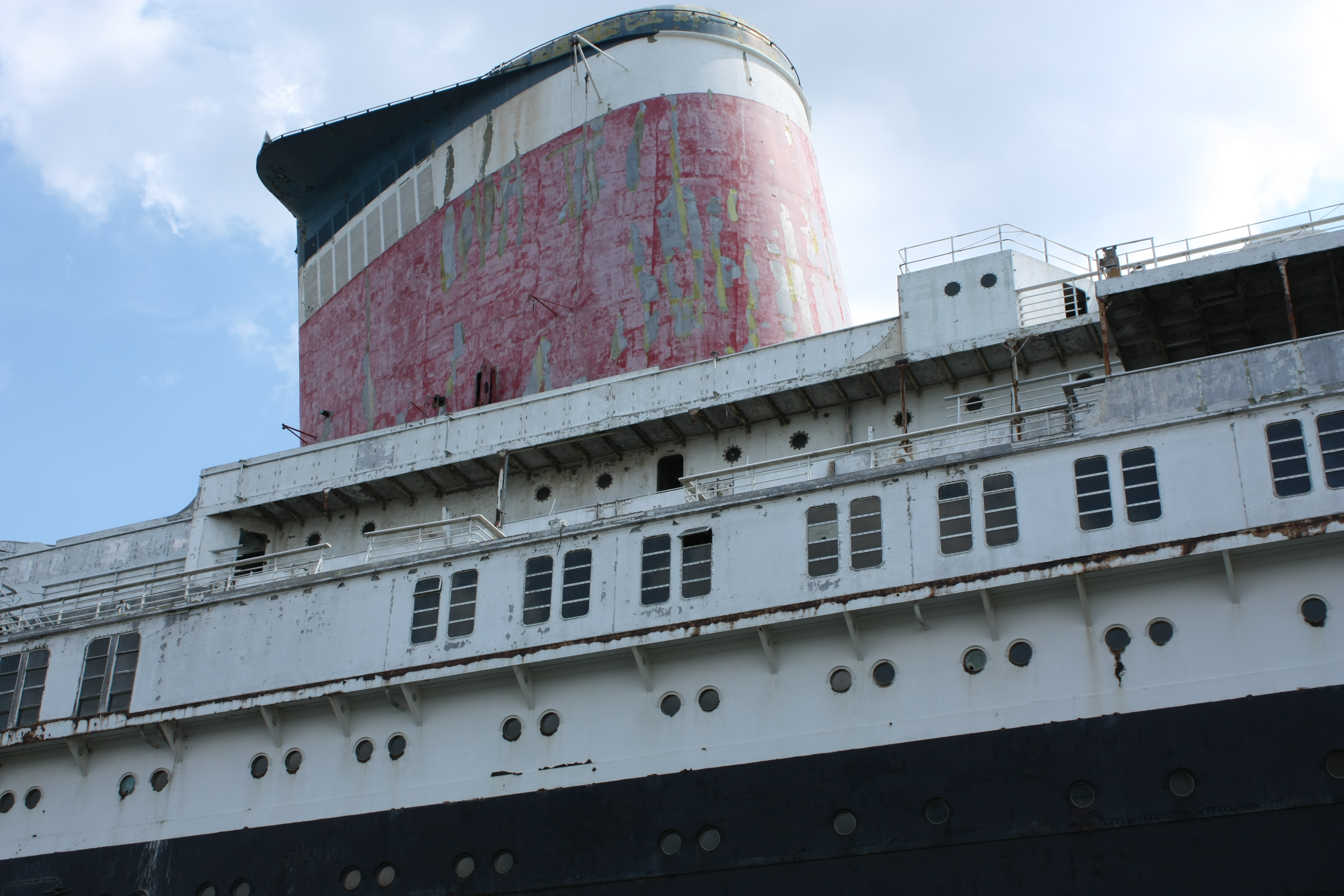
Jeden z komínů
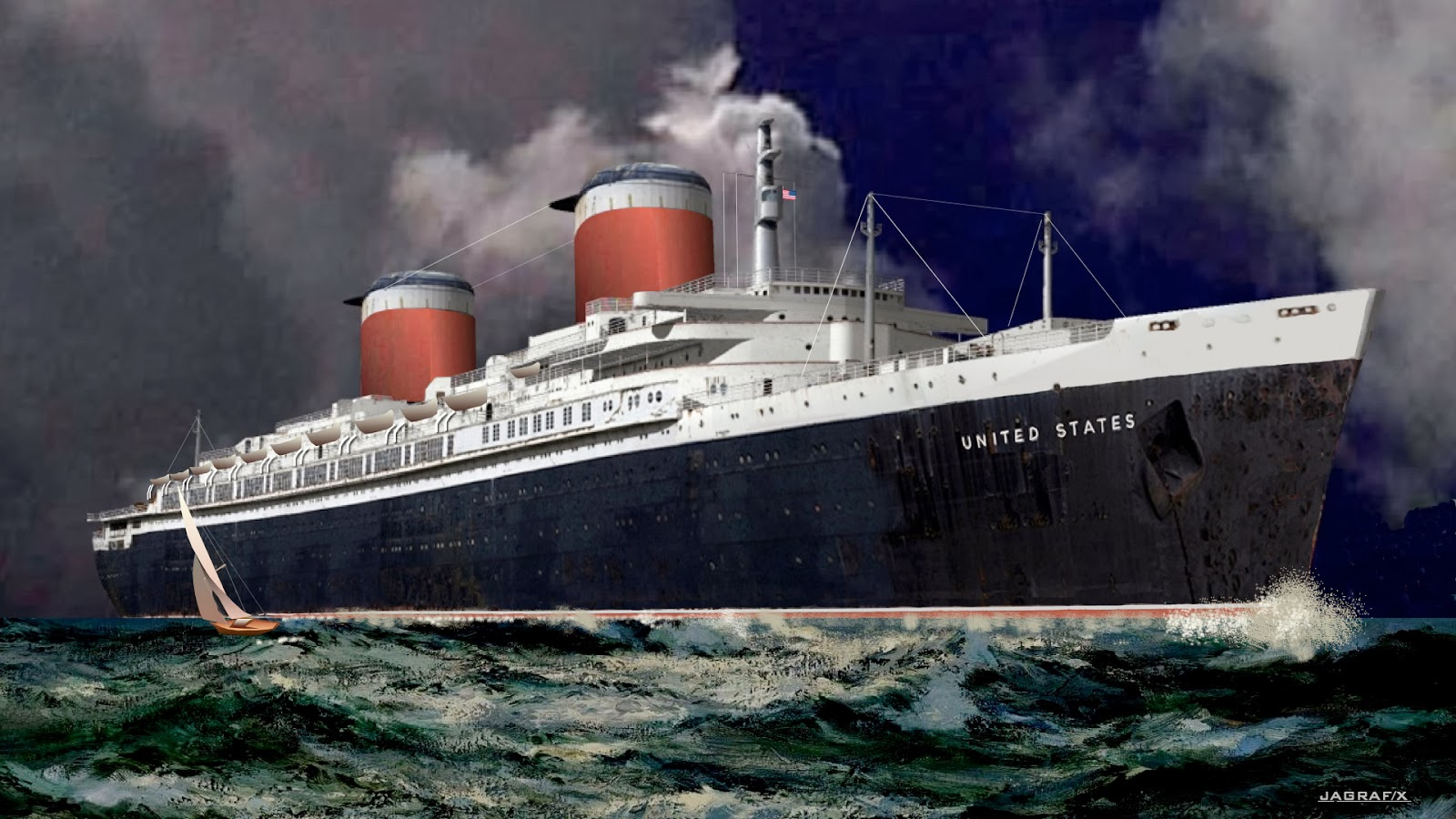
Pohlednice